# اوست-کامیشنکا
اوست-کامیشنکا (به لاتین: Ust-Kamyshenka) یک منطقهٔ مسکونی در روسیه است که در سرزمین آلتای واقع شده‌است.